# Charles Joret
Pour les articles homonymes, voir Joret.
Charles Joret, né le 14 octobre 1829 à Formigny (Calvados) et mort le 27 décembre 1914 à Paris (Seine), est un historien de la littérature, philologue et botaniste français.

## Biographie
Agrégé d'allemand, docteur ès-lettres et diplômé de l'École pratique des hautes études, il est professeur de littérature étrangère à la Faculté des lettres d’Aix-en-Provence. Il est nommé membre de l’Académie des sciences, arts et belles-lettres de Caen le 29 juillet 1887 et il est élu membre libre de l’Académie des inscriptions et belles-lettres en 1901.
Le nom de Charles Joret reste associé aujourd’hui à la ligne Joret, une isoglosse allant d’Avranches à Vernon, partageant le dialecte normand entre normand septentrional et normand méridional, lesquels se distinguent notamment par la palatalisation du c et du g.

## Distinctions
- Chevalier de la Légion d'honneur

## Choix de publications
- Du C dans les langues romanes, Paris, Franck, 1874 Texte en ligne
- Herder, et la renaissance littéraire en Allemagne au XVIIIe siècle, Paris, Hachette, 1875 Texte en ligne
- Essai sur le patois normand du Bessin : suivi d'un dictionnaire étymologique, Paris, Vieweg, 1881 Texte en ligne
- Des caractères et de l'extension du patois normand : étude de phonétique et d’ethnographie, suive d’une carte, Paris, Vieweg (réimpr. 1883)
- Mélanges de phonétique normande, Paris, Impr. nationale, 1884
- La Crise agricole en Normandie, Paris, Cerf, 1885
- Jean-Baptiste Tavernier, écuyer, baron d'Aubonne, chambellan du Grand électeur, d'après des documents nouveaux et inédits, Paris, E. Plon, Nourrit et Cie, 1886
- Flore populaire de la Normandie, Caen, Delesques, 1887
- Les Dictionnaires du patois normand, Mâcon, Protat, 1887
- La Rose dans l'Antiquité et au Moyen Âge : Histoire, légendes et symbolisme, Paris, Émile Bouillon, 1892 Texte en ligne
- Les Jardins dans l'ancienne Ėgypte, Le Puy, Marchessou fils, 1894 Texte en ligne
- Caen et Rouen, Caen, Delesques, 1895
- Les Plantes dans l'Antiquité et au Moyen Âge : histoire, usages et symbolisme, Paris, Émile Bouillon, 1897. Première partie : Les Plantes dans l'Orient classique (1) Égypte, Chaldée, Assyrie, Judée, Phénicie Texte en ligne (2) L'Iran et l'Inde Texte en ligne
- Un helléniste voyageur normand : J.-B. Le Chevalier, membre du « Lycée » de Caen, d’après sa correspondance avec Böttiger, Caen, Delesques, 1903
- La Bataille de Formigny, Paris, Émile Bouillon, 1903
- D'Ansse de Villoison et l'hellénisme en France pendant le dernier tiers du XVIIIe siècle, Paris, H. Champion, 1910 Texte en ligne
- Préface à R.-G. de Beaucoudrey, Le Langage normand au début du XXe siècle noté sur place dans le canton de Percy (Manche), Paris, Picard, 1912
- Les Noms de lieu d'origine non romande et la colonisation germanique et scandinave en Normandie, Rouen, Laîné, 1913

## Référence
- Alexandre de Laborde, Notice sur la vie et les travaux de M. Charles Joret, Paris, Firmin-Didot, Institut de France, 1919, 66 p.